# Dimitri Bilozertchev
Dimitri Bilozerchev (em russo:  Дмитрий Владимирович Билозерчев) (Moscou, 22 de Dezembro de 1965) é considerado um dos mais talentosos ginastas de todos os tempos. Sua carreira foi prejudicada devido ao boicote da URSS às Olimpíadas de Los Angeles de 1984.
Bilozerchev venceu o Campeonato Mundial do ano anterior com apenas 16 anos de idade. Participou dos Jogos da Boa Vontade, jogos alternativos desenvolvidos por alguns países socialistas em substituição à participação nas Olimpíadas nos EUA. Entretanto, sua carreira quase chegou ao fim quando sofreu um acidente automobilístico que lhe fraturou a perna em mais de 40 pedaços. Depois de muito tratamento, Bilozertchev recuperou-se e voltou a treinar em 1986. Sua consagração em Olimpíadas veio em 1988 quando Participou das Olimpíadas de Seul em que ganhou uma medalha de bronze e três medalhas de ouro.
Hoje, Dimitri Bilozertchev faz parte da extensa linha de notáveis técnicos russos, continuando o ilustre legado soviético do qual ele foi uma das estrelas mais eminentes.